# Bórczane
Bórczane (763 m) lub Barczana (765 m) – wzniesienie w bocznym grzbiecie odchodzącym od Obidowca (1106 m) na północ. W grzbiecie tym kolejno znajdują się: Suchora (1000 m), Tobołów (994 m), Tobołczyk (969 m), Bórczane (765 m). Zachodnie stoki Bórczanego opadają do doliny Porębianki, wschodnie do doliny Koninki, północne do wideł tych dwóch potoków w miejscowości Poręba Wielka. Poniżej Bórczanego znajduje się jeszcze niewielkie wzniesienie zwane Zapałowym Groniem.
Większość stoków Bórczanego porasta las, ale dolna część wschodnich stoków jest bezleśna, zajęta przez łąki i pastwiska. Na szczycie Bórczanego i powyżej szczytu znajduje się polana Snozki. Wschodnimi stokami Bórczanenego prowadzi szlak turystyczny. Poniżej granicy lasu na nadal wypasanych pastwiskach znajduje się w jego pobliżu bacówka.
Bórczane znajduje się w Koninkach (część wsi Poręba Wielka w województwie małopolskim, w powiecie limanowskim, w gminie Niedźwiedź).